# Transformismo (política)
Transformismo (em italiano:  Trasformismo) refere-se ao método de se fazer uma coalizão de poder centrista flexível que isolava os extremos da esquerda e da direita na política italiana após a unificação do país e antes da ascensão de Benito Mussolini.

## Origem

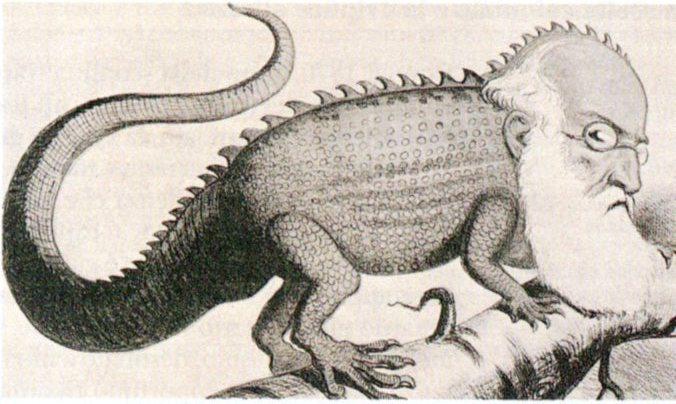
Caricatura de Agostino Depretis como um "camaleão"

O processo foi iniciado por Agostino Depretis, primeiro-ministro italiano em 1883, que era membro da esquerda constitucional. Ele reformulou seu governo para incluir os conservadores de Marco Minghetti, com o objetivo de garantir um governo estável, que evitasse enfraquecer as instituições por mudanças extremas à esquerda ou à direita.
O transformismo alimentou os debates de que o sistema parlamentar italiano era fraco e que, de fato, fracassara. Em última análise, tornou-se associado à corrupção e à oligarquia, sendo percebido como o sacrifício de princípios e políticas em prol de ganhos de curto prazo.
O sistema do transformismo criava uma enorme lacuna entre a Itália "legal" (parlamentar e política) e a Itália "real", onde os políticos se tornavam cada vez mais isolados. Este sistema não trouxe vantagens para a população em geral, pois o analfabetismo permaneceu generalizado e as políticas econômicas eram consideradas atrasadas, impedindo que as áreas carentes do país se desenvolvessem.